# Coupe d'Irlande du Nord féminine de football 2016
Navigation
Édition précédente Édition suivante
La 12e Coupe d'Irlande du Nord de football féminin, en anglais IFA Womens Challenge Cup, se dispute entre le 16 mai 2016 le mois de septembre de la même année. Le Cliftonville Ladies Football Club remet en jeu son titre obtenu en 2015. 

## Premier tour[1]
| Club recevant             | Score   | Club visiteur        | Stade | Date   |
| ------------------------- | ------- | -------------------- | ----- | ------ |
| Dromore Amateurs          | forfait | Chimney Corner Breda | .     | 16 mai |
| PSNI                      | 1-2     | Armagh City          | .     | 16 mai |
| Ambassadors Ladies        | 2-4     | Carnmoney            | .     | 16 mai |
| Portadown Ladies          | 7-0     | East Belfast         | .     | 16 mai |
| Bainbridge Town Ladies FC | 0-1     | Killen Rangers       | .     | 16 mai |

## Deuxième tour
| Club recevant          | Score  | Club visiteur            | Stade | Date    |
| ---------------------- | ------ | ------------------------ | ----- | ------- |
| Crewe United Ladies FC | 3-5    | Armagh City              | .     | 13 juin |
| Carnmoney              | 2-1    | Lisburn Ladies           | .     | 13 juin |
| Carrick Rangers Ladies | 6-0    | Ballymena Allstars       | .     | 16 juin |
| Chimney Corner Breda   | 6-2    | Cumann Spoirt An Phobail | .     | 16 juin |
| Comber Rectory FC      | 0-5    | Bangor Ladies            | .     | 16 juin |
| Portadown              | 0-1    | Lurgan Town Ladies       | .     | 16 juin |
| Downpatrick Ladies     | 2-5    | Killen Rangers           | .     | 16 juin |
| Coleraine Ladies       | Annulé | Newtown Forest Ladies FC | .     | 16 juin |

## Troisième tour
Le troisième tour voit l'entrée en lice des clubs de première division.
| Club recevant                   | Score   | Club visiteur            | Stade | Date       |
| ------------------------------- | ------- | ------------------------ | ----- | ---------- |
| Crusaders Strikers              | 3-2     | Sion Swifts Ladies       | .     | 4 juillet  |
| Mid Ulster Ladies Football Club | 2-0     | Lurgan Town Ladies       | .     | 4 juillet  |
| Cliftonville Ladies             | 8-1     | Carnmoney LFC            | .     | 4 juillet  |
| Chimney Corner Breda            | 6-2     | Armagh City              | .     | 4 juillet  |
| Newry City Ladies Football Club | 3-0     | Coleraine LFC            | .     | 4 juillet  |
| Linfield Ladies Football Club   | 4-0     | Carrick Rangers Ladies   | .     | 4 juillet  |
| Killen Rangers                  | forfait | Glentoran Belfast United | .     | 22 juillet |
| Derry City Football Club        | 3-0     | Bangor Ladies            | .     | 4 juillet  |

## Quarts de finale
| Club recevant                   | Score | Club visiteur                   | Lieu de la rencontre | Date        |
| ------------------------------- | ----- | ------------------------------- | -------------------- | ----------- |
| Crusaders Strikers              | 2-1   | Cliftonville Ladies             | .                    | 8 août 2016 |
| Derry City FC                   | 12-1  | Chimney Corner Breda            | .                    | 8 août      |
| Mid Ulster Ladies Football Club | 1-8   | Linfield Ladies                 | .                    | 8 août      |
| Glentoran Belfast United        | 1-5   | Newry City Ladies Football Club | .                    | 8 août      |

## Demi-finales
| Demi finale 1          | Derry City FC | 0-6 | Cliftonville Ladies |  |  |
| 5 septembre 2016 20:30 |               | (–) |                     |  |  |

| Demi finale 2          | Newry City Ladies Football Club | 0-3 | Linfield Ladies Football Club |  |  |
| 5 septembre 2016 20:30 |                                 | (–) |                               |  |  |

## Finale
| Finale       | Cliftonville Ladies | 1-2 | Linfield Ladies Football Club |  |  |
| 23 septembre |                     | (–) |                               |  |  |